# ديبي وايزمان
ديبي وايزمان (بالإنجليزية: Debbie Wiseman)‏ هي موزعة وموسيقية وملحنة بريطانية، ولدت في 10 مايو 1963 في لندن في المملكة المتحدة.

## وصلات خارجية
- ديبي وايزمان على موقع IMDb (الإنجليزية)
- ديبي وايزمان على موقع ميوزك برينز (الإنجليزية)
- ديبي وايزمان على موقع ديسكوغز (الإنجليزية)
- ديبي وايزمان على موقع قاعدة بيانات الفيلم (الإنجليزية)